# Larra
Larra ist eine Gattung der Grabwespen (Spheciformes) aus der Familie Crabronidae. Weltweit sind 62 Arten bekannt, deren Hauptverbreitungsgebiet die Tropen sind. In der Paläarktis treten drei Arten auf, eine davon, Larra anathema, ist auch in Europa verbreitet. Die Gattung wird innerhalb der Grabwespen als basal angesehen, sie zeigt viele ursprüngliche Merkmale.

## Merkmale
Die Grabwespen der Gattung Larra sind zwischen 6 und 25 Millimeter lang. Sie haben eine schwarze Grundfarbe, die meisten Arten zeigen auf dem Gaster eine Rotfärbung. Bei den Arten der Untergattung Cratolarra, die hauptsächlich in Asien verbreitet sind, sind auch die Beine zumindest teilweise rot gefärbt. Bei der Untergattung Larra sind die Beine schwarz gefärbt. Der Gaster und das Propodeum sind glänzend, Kopf und Brust sind fein oder gröber gepunktet. 
Die Beine sind, speziell bei den Weibchen, relativ kurz. Einige Merkmale können nur bei den Weibchen zur Unterscheidung von anderen Gattungen herangezogen werden. Dazu gehören die Beine, speziell die Form der letzten Tarsenglieder. Die Tarsenklauen sind kurz und nicht gezähnt. Das letzte Tarsenglied verbreitert sich gegen das Ende hin allmählich und ist nicht schaufelförmig mit parallelen Rändern ausgebildet wie bei der nahe verwandten Art Liris. Von der Seite her gesehen ist dieses Tarsenglied nur schwach gebogen und auf der Unterseite nicht so dicht mit kurzen Borsten besetzt wie bei Liris. Bei Liris könnten diese Merkmale, die bei Larra fehlen, Anpassungen zum Graben der Röhren für die Brutzellen sein. Die Mandibeln sind nicht gezähnt wie bei anderen Gattungen, bei denen die Bezahnung vermutlich eine Anpassung für den Transport der Beutetiere ist, der bei der Gattung Larra entfällt. 
Diese Merkmale sind bei allen Arten der Gattung Larra ziemlich einheitlich ausgebildet, einige davon findet man jedoch auch bei anderen Gattungen. Das wichtigste Unterscheidungskriterium der Gattung Larra zu anderen Gattungen ist jedoch ihre Lebensweise.

## Lebensweise
Die Brut wird mit Maulwurfsgrillen (Gryllotalpidae) versorgt. Aus diesem Grund wurden Versuche zur biologischen Schädlingsbekämpfung mit diesen Grabwespen gestartet, etwa, um die auf Hawaii oder Puerto Rico eingeschleppten Maulwurfsgrillen zu bekämpfen. Die Weibchen bauen keine eigenen Nester, sondern verwenden das Gangsystem der Maulwurfsgrillen. Die Grillen werden von der Oberfläche her aufgespürt, das Weibchen dringt dann in ihr Nest ein. Die Grille flüchtet meist an die Oberfläche, wo sie schließlich durch einen Stich schwach betäubt und mit einem Ei belegt wird. Verbleibt die Grille in ihrem Bau, wird sie nach der Betäubung durch die Wespe ins Freie geschafft. Insgesamt kann ein Weibchen im Laufe ihres Lebens ca. 30 sehr kleine Eier ablegen. Dies erfolgt in der Regel zwischen den Beinen auf der Bauchseite des Thorax des Beutetiers. Die Paralyse der Grille hält meist nur wenige Minuten an, sie vergräbt sich im Anschluss wieder in ihrem Nest. Wenn sie sich kurz nach der Eiablage zufällig häutet, geht die Grabwespenbrut zugrunde. Diese Art der Brutfürsorge wird als sehr ursprünglich angesehen. Es muss eine größere Anzahl von Eiern abgelegt werden als bei der nahe verwandten Gattung Liris, die eigene Nester baut und jede Brutzelle mit mehreren Grillen versorgt, um den gleichen Bruterfolg zu erzielen.

## Systematik
Die Typusart für die Gattung Larra ist Larra ichneumoniformis Fabricius, 1793, ursprünglich beschrieben von Rossi, 1790, unter dem Namen Sphex anathema. Daher heißt diese Art heute Larra anathema. Larra ist die Nominatform der Tribus Larrini und der Subtribus Larrina innerhalb der Unterfamilie Crabroninae. Larra wird in die Untergattungen Larra (Cratolarra), deren Arten früher vielfach zu Liris gestellt wurden, und Larra (Larra), mit ursprünglicheren Merkmalen, eingeteilt.

## Belege